# SAR 80
Le SAR 80 est un fusil d'assaut singapourien fabriqué dans les années 1980.

## Présentation
Le Singaporian Assault Rifle 80 (fusil d'assaut 1980) apparut sous forme de prototype en 1978 et fut adopté par l'armée singapourienne en 1984. Son fabricant est Chartered Industries of Singapore. Il dérive de l'AR-18 et était fabriqué en alliage léger et en matériau synthétique. Il fonctionne par emprunt des gaz et culasse rotative. Il dispose d'une crosse repliable latéralement.

## Utilisateurs
Ils sont nombreux compte tenu de l'influence politique restreinte de Singapour :
- Singapour : Armée singapourienne (en) (Principal utilisateur) & Singapore Police Force
- Croatie : Armée croate
- Népal : Armée népalaise
- Slovénie : Armée slovène
- Somalie
- Sri Lanka

Il connut donc les combats fratricides de la Guerre de Yougoslavie

## Données numériques
- Munition : 5,56x45 mm
- Longueur
  - totale : 970 mm
  - avec crosse repliée : 738 mm
- Canon : 459 mm
- Masse du fusil vide : 3,7 kg
- Cadence de tir théorique : 600 coups par minute
- Chargeurs : 20, 30 cartouches(ceux du M16A1)